# ملات آهک

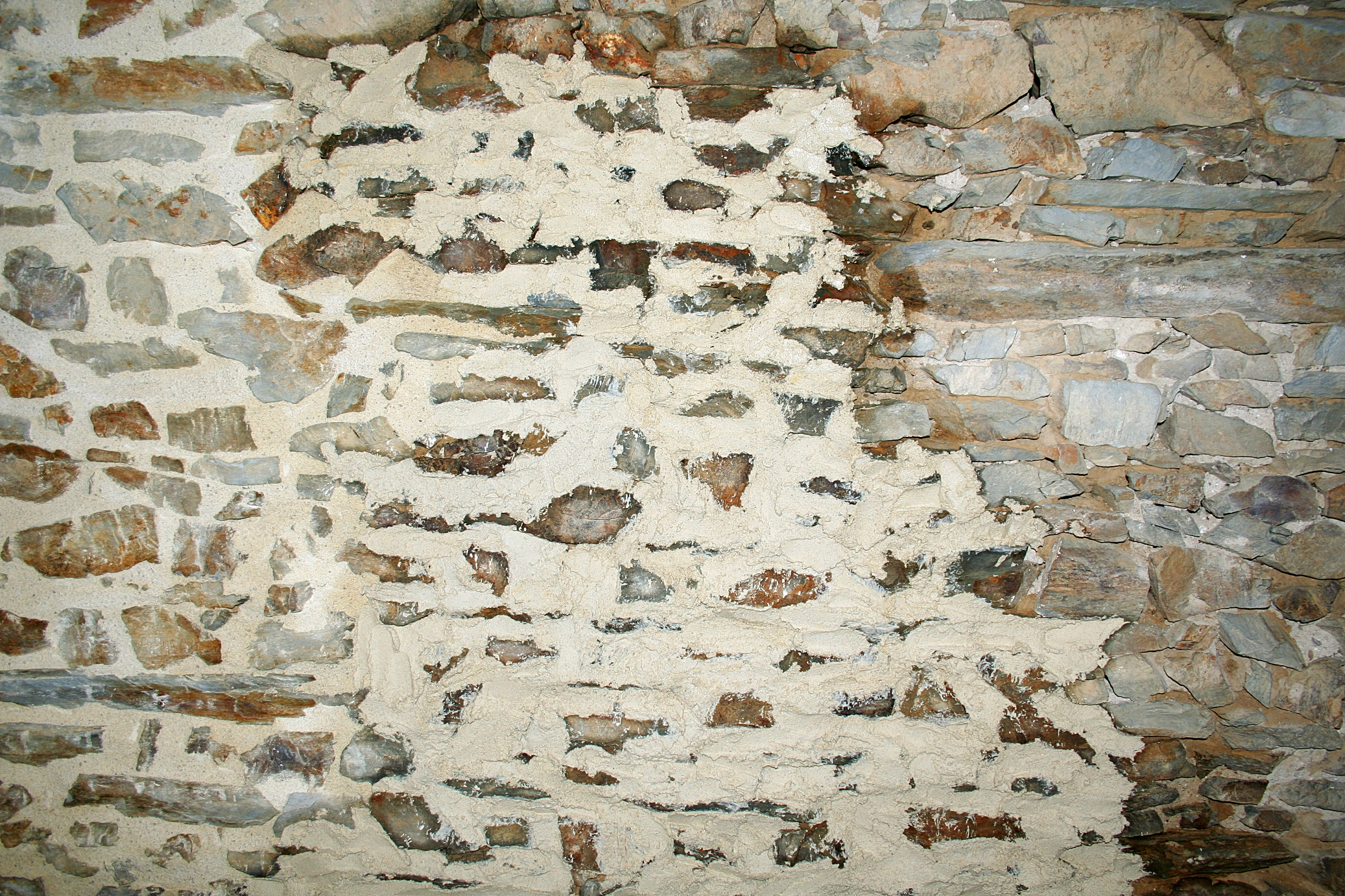
ملات آهک

مَلات آهَک ملاتی که از مخلوط‌کردن خمیر آهک و ماسه به‌دست می‌آید؛ امروزه مصرف چندانی ندارد، زیرا ملاتی کُندگیر است.
در طول تاریخ، ملات‌های آهکی در سازه‌های آبی و بخش‌هایی از ساختمان‌ها که در معرض رطوبت بوده کاربرد گسترده‌ای داشته‌اند. اگرچه، باوجود کاربرد مشابه آنها در هر منطقه‌ای با ترکیبات متنوعی ساخته می‌شده‌اند.
ملات آهکی آبی سنتی ایران ساروج است که به دو روش سرد و گرم تولید می‌شده‌است. در روش گرم، کلوخه‌های سنگ آهک رس‌دار را می‌کوبیدند تا نرم شود سپس، خاک به دست آمده را با کاه و پهن و آب مخلوط می‌کردند. پس از آن، گل به دست آمده را روی زمین با ضخامت ۱۰ سانتی‌متر پهن کرده و بعد از خشک شدن، قطعه‌های خشک شده را می‌پختند. نهایت، هنگامی‌که قطعه‌ها پخته شد آنها را آسیاب می‌کردند. محصول به دست آمده رنگ لیمویی یا قهوهای روشن داشت که ساروج گرم نامیده می‌شد.
در روش سرد، ساروج از مخلوط‌کردن آهک شکفته، خاکستر، ماسه بادی، خاک رس و لوئی یا مغز نی ساخته می‌شد. بنابر موارد کاربرد مختلف، ممکن بود افزودنی‌های دیگری همچون موی بز یا گوساله یا انسان، سفیده تخم‌مرغ، چربی گوساله و… به آن ترکیب افزوده شود).